# Bataille de Maaloula
Guerre civile syrienne
Batailles
La bataille de Maaloula a lieu du 4 au 15 septembre 2013, lors de la guerre civile syrienne. Le village de Maaloula, en majorité chrétien, passe aux mains des rebelles, avant d'être repris par l'armée syrienne. Les détails de la bataille sont très controversés, et son récit initial, basé sur quelques faits réels ayant fait l'objet de témoignages contradictoires, a été qualifié par plusieurs observateurs de propagande pro-Assad. 

## Déroulement

### Prise de Maaloula par les rebelles
L'offensive est lancée par le Front al-Nosra, Ahrar al-Cham et le Liwa Tahrir al-Qalamoun, un groupe de la Brigade Ahfad al-Rassoul, elle-même affiliée à l'Armée syrienne libre.
Les combats commencent le 4 septembre à la suite d'un attentat suicide perpétré par un combattant jordanien du Front al-Nosra près d'un poste de contrôle de l'armée syrienne à l'entrée du village de Maaloula. L'attentat lance le signal d'attaque des forces rebelles qui s'emparent du poste de contrôle faisant huit morts parmi les soldats et capturant deux chars ennemis. L'aviation syrienne riposte en procédant à trois frappes sur le poste de contrôle après sa capture par les combattants du front Al-Nosra,. Dans la même journée, les rebelles prennent ensuite le contrôle de plusieurs parties de Maaloula,.

### Contre-attaque de l'armée
Le 6 septembre, l'armée syrienne envoie des renforts à Maaloula dont notamment des véhicules blindés ainsi que des chars. Le but est de reconquérir les parties perdues du village. Tandis que les rebelles ont laissé tomber les postes de contrôle capturés après l'attaque suicidaire du 4 septembre,, l'armée renforce le poste de contrôle ciblé par les rebelles deux jours avant. Puis, durant la même journée, des combats ont lieu entre combattants rebelles et soldats loyalistes. Le lendemain, de nouveaux combats ont lieu entre rebelles retranchés dans l'hôtel Safir au sommet d'une colline et armée syrienne. D'après la télévision d’État syrienne, plusieurs rebelles auraient été tués et des missiles et mortiers en leur possession auraient été détruits.

### Nouvelle offensive des rebelles
Le 8 septembre, les forces du front al-Nosra, qui ont reçu des renforts, lancent une nouvelle offensive après avoir perdu le contrôle de la ville. L'offensive leur permet de reprendre Maaloula et de chasser l'armée de la ville. Les pertes de la journée du côté des rebelles sont de 60 morts et d'environ une centaine de blessés, tandis que les pertes loyalistes s’élèvent à plusieurs dizaines de morts et de blessés.
D'après un habitant de Maaloula, des djihadistes auraient attaqué plusieurs églises et tué des habitants chrétiens du village. Ils auraient également incendié une église et pillé une autre. Les combattants du front Al-Nosra auraient menacé des villageois chrétiens de décapitation s'ils ne se convertissaient pas à l'islam. Beaucoup d'habitants ont fui le village par crainte des djihadistes. Pendant l'arrivée des forces rebelles dans le village, des résidents musulmans auraient salué l'entrée triomphante de ces combattants.[source insuffisante]
Une femme de Maaloula a rapporté aux médias libanais que son mari, un membre de la milice du village, aurait eu la gorge tranchée par des combattants de l'armée syrienne libre[réf. nécessaire]. Selon certains habitants, les combattants islamistes avaient obligé les habitants à quitter Maaloula, tandis que d'après d'autres personnes, les djihadistes auraient obligé un chrétien de la ville à se convertir à l'Islam par la force et une personne a été exécutée par les islamistes du front Al-Nosra.
Ces témoignages sont contredits par d'autres témoignages d'habitants et responsables religieux chrétiens et musulmans qui affirment n'avoir pas constaté de destructions. Les rebelles quant à eux accusent l'armée syrienne d'avoir détruit la croix d'un monastère.
Selon un responsable rebelle, l'armée loyaliste était encore présente à l'une des entrées de Maaloula. En fin d'après-midi, l'armée et la milice des forces de défense nationale se battaient contre les rebelles dans le but de reprendre le contrôle du village. Les affrontements ont eu lieu autour de Maaloula et dans la zone voisine de Jarajafa.

### Seconde contre-attaque loyaliste
La seconde contre-attaque de l'armée syrienne débute le 9 septembre avec pour but de reprendre le contrôle total de Maaloula et des collines environnantes qui sont contrôlés par les rebelles. D'après un habitant, sur les 3 300 villageois, seulement 50 d'entre eux étaient présents durant les combats. Une nouvelle église est incendiée dans la journée par les islamistes dans la partie ouest du village. 
Le 10 septembre, les combattants rebelles déclarent qu'ils sont prêts à quitter Maaloula à condition que l'armée syrienne et ses supplétifs n'entrent pas non plus dans le village. Toutefois le lendemain, les islamistes sont toujours présents à Maaloula et luttent toujours à l'intérieur du village face aux troupes loyalistes,. Le 15 septembre, l'armée syrienne déclare avoir sécurisé Maaloula et ses alentours.

## Suites
Fin septembre 2013, les combats continuent cependant entre loyalistes et rebelles à proximité du Monastère Sainte-Thècle, situé entre la colline de Maaloula (contrôlée par les rebelles) et la place de la ville (contrôlée par l'armée), isolant celui-ci et empêchant le ravitaillement des quarante religieuses et orphelins qui y vivent. Des jeunes des villages voisins tentent d'y apporter de la nourriture mais sont la cible de tirs djihadistes.
Début décembre 2013, les rebelles se ré-emparent de la ville et enlèvent douze religieuses du monastère Sainte-Thècle. Selon ces religieuses, elles auraient au contraire été exfiltrées par les rebelles « pour [être mises] en sécurité » à 20 km de Maaloula. Le ministère des affaires étrangères français exprime sa préoccupation et demande la libération des moniales. Le ministère grec des affaires étrangères exprime également son inquiétude au sujet de cet enlèvement.
Dix-sept moniales, dont Pélagia Sayyaf, supérieure du couvent grec orthodoxe de Maaloula, sont libérées le 10 mars 2014, dans le cadre d'un échange contre des prisonniers du régime syrien,. La militante pacifiste Amina Khoulani fait partie du groupe de vingt-cinq femmes et deux hommes libérés en échange des religieuses. Le Qatar sert d'intermédiaire lors des négociations et verse une rançon de 15 millions de dollars au Front al-Nosra.

## Médiatisation, instrumentalisation et remises en cause du récit
Pour La Vie, la bataille de Maaloula et son déroulement posent question, en particulier le fait que l'armée syrienne ait attendu six jours pour arriver à Maaloula. Elie Mahfoud est persuadé que Bachar el-Assad « a fait exprès de laisser cette localité livrée à elle-même  pour pouvoir se placer, devant la communauté internationale, comme le  protecteur des chrétiens ». La bataille a été très médiatisée par le régime syrien ainsi dans le monde entier, et pourtant beaucoup d'incertitudes demeurent.
Pour Mediapart et Bellingcat, cet événement est fréquemment instrumentalisé par des figures pro-Assad.
Pour Frantz Glasman, cet évènement est couvert par une campagne de propagande intense, relayée à l'étranger par des médias de réinformation. Il affirme que « les accusations du régime à l’encontre des combattants rebelles ne sont pas étayées par des preuves », et « il n'y a en effet aucune information sûre permettant d’affirmer qu’il y a eu à Ma’aloula des décapitations, des conversions forcées, des pillages, des profanations… ». Plusieurs de ces accusations ont été démenties par des habitants et par des responsables religieux chrétiens, orthodoxes et catholiques.
Pour Samir Geagea, les accusations de destructions et massacres ne sont qu'une opération de propagande du régime Assad, qui permettrait, selon Samir Frangié, de détourner l’attention des attaques chimiques.
Pour Matthieu Rey, chercheur au CNRS, il s'agit d'une bataille mineure, « montée en épingle, avec juste des factions locales qui se sont battues entre elles ».